# Krasnogliny
Krasnogliny – wieś w Polsce położona w województwie lubelskim, w powiecie ryckim, w gminie Ryki.
| SIMC    | Nazwa       | Rodzaj      |
| ------- | ----------- | ----------- |
| 0390604 | Krasnogliny | osada leśna |

W latach 1975–1998 miejscowość należała administracyjnie do ówczesnego województwa lubelskiego.
Wieś jest sołectwem w gminie Ryki. Według Narodowego Spisu Powszechnego z roku 2011 wieś liczyła 315 mieszkańców.
We wsi znajduje się mogiła żołnierzy Armii Radzieckiej.
Wierni Kościoła rzymskokatolickiego należą do parafii Nawiedzenia Najświętszej Maryi Panny w Bobrownikach.